# Arbeitsgericht Bunzlau
Das Arbeitsgericht Bunzlau war ein Gericht der Arbeitsgerichtsbarkeit mit Sitz in Bunzlau.

## Geschichte
Gemäß Arbeitsgerichtsgesetz vom 23. Dezember 1926 wurden in Deutschland Arbeitsgerichte gebildet. Diese waren nur in der ersten Instanz organisatorisch selbstständige Gerichte, die Landesarbeitsgerichte waren den Landgerichten zugeordnet. Am Landgericht Görlitz entstand so 1927 das Landesarbeitsgericht Görlitz als eines von drei Landesarbeitsgerichten im Bezirk des Oberlandesgerichtes Breslau. In Bunzlau entstand das Arbeitsgericht Bunzlau. Sein Sprengel umfasste den Bezirk der Amtsgerichte Bunzlau und Naumburg am Queis. Es bestand je eine Kammer für Arbeiter, für Angestellte und für Handwerk.
Nach der Besetzung Deutschlands durch die Alliierten wurden 1945 die Deutschen vertrieben und die Geschichte des Arbeitsgerichts Bunzlau endete.